# 珠三角城际调度指挥中心
珠三角城际轨道交通调度指挥中心（简称珠三角城际调度指挥中心，亦称珠三角城际铁路调度所）是负责粤港澳大湾区城际铁路大部分线路的调度指挥控制中心，位于广州市天河区黄埔大道中668号城际中心的1至10层，处于广州国际金融城内，于2020年11月30日正式开通运营，总建筑面积40400平方米，是中国大陆首个具有城际铁路独立调度能力的指挥中心。
珠三角城际调度指挥中心内主要含调度指挥、信息、通信、清分清算、运营维护等重要中心系统设备，并通过通信光缆连接广铁集团调度所、广州南站以及广州东站，除电力系统外，信息、信号、供变电以及通信系统均与广铁集团调度所互联互通，同时实现城际铁路独立运营。中心将对管内全部城际轨道线路的运输生产、维修保养、客运服务等进行统一组织和管理，如对管内运力资源进行统一安排和调配；协调、组织管内各类基础设施的日常维护、维修；管内线路遭遇自然灾害或发生行车事故时，指挥灾害、事故的应急处置；管内列车运行秩序发生紊乱时，制定列车运行调整方案并组织实施等。
中心由广东省铁路建设投资集团有限公司自主投资、自主建设、自主运营，主要负责珠三角城际公司委托广东城际进行自主运营的广清城际、广州东环城际、广惠城际和广肇城际等线路的调度指挥。而委托广铁集团运营的穗深城际亦准备进行割接工作，以实现珠三角城际系统的独立运营。